# Bailey Lakes
Bailey Lakes és una població dels Estats Units a l'estat d'Ohio. Segons el cens del 2000 tenia 397 habitants.

## Demografia
Segons el cens del 2000, Bailey Lakes tenia 397 habitants, 153 habitatges, i 119 famílies. La densitat de població era de 373,9 habitants/km².
Dels 153 habitatges en un 38,6% hi vivien nens de menys de 18 anys, en un 63,4% hi vivien parelles casades, en un 10,5% dones solteres, i en un 22,2% no eren unitats familiars. En el 20,3% dels habitatges hi vivien persones soles el 5,9% de les quals corresponia a persones de 65 anys o més que vivien soles. El nombre mitjà de persones vivint en cada habitatge era de 2,59 i el nombre mitjà de persones que vivien en cada família era de 2,93.
Per edats la població es repartia de la següent manera: un 29% tenia menys de 18 anys, un 7,8% entre 18 i 24, un 28% entre 25 i 44, un 25,4% de 45 a 60 i un 9,8% 65 anys o més.
L'edat mediana era de 36 anys. Per cada 100 dones de 18 o més anys hi havia 102,9 homes.
La renda mediana per habitatge era de 39.000 $ i la renda mediana per família de 45.781 $. Els homes tenien una renda mediana de 34.250 $ mentre que les dones 26.406 $. La renda per capita de la població era de 16.271 $. Aproximadament l'11,8% de les famílies i l'11,8% de la població estaven per davall del llindar de pobresa.

## Poblacions més properes
El següent diagrama mostra les poblacions més properes.